# You're in Love
You're in Love is een nummer van de Amerikaanse band Wilson Phillips uit 1991. Het is de vijfde single van hun titelloze debuutalbum.
"You're in Love" is een ballad over een meisje die haar geliefde moet laten gaan, terwijl ze accepteert dat hij haar niet terug wil. Het nummer werd een grote hit in Amerika, waar het de nummer 1-positie bereikte in de Billboard Hot 100. In Nederland had het nummer minder succes; met een 7e positie in de Tipparade.

## Tracklijst
- 7"

1. "You're in Love" (radioversie)" - 4:06
2. "Hold On" (live in Japan) - 4:42